# فيليب اولسون
فيليب اولسون (بالسويدية: Filip Olsson)‏ هو لاعب هوكي الجليد سويدي، ولد في 28 يناير 1991 في ستوكهولم في السويد.

## وصلات خارجية
- فيليب اولسون على موقع EliteProspects.com (الإنجليزية)
- فيليب اولسون على موقع Eurohockey.com (الإنجليزية)
- فيليب اولسون على موقع HockeyDB.com (الإنجليزية)